# Abraxas nigroapicata
Abraxas nigroapicata là một loài bướm đêm trong họ Geometridae.